# Entscheidungsprozess
Der Entscheidungsprozess besteht in der Entscheidungstheorie aus den Phasen der Entscheidungsvorbereitung, der Entscheidung durch die Entscheidungsträger, der Entscheidungsausführung und der Kontrolle.

## Allgemeines
Der Entscheidungsprozess ist Teil vieler Prozesse wie Arbeits-, Führungs-, Geschäfts-, Management- oder Produktionsprozess, die auf dem Markt oder in Unternehmen und Behörden ablaufen. Manche Autoren sehen die Ausführung der Entscheidung bereits jenseits des Entscheidungsprozesses, doch macht sie auf manche Probleme aufmerksam. Die Entscheidung wird also nicht auf den bloßen Entscheidungsakt reduziert, sondern ist das Ergebnis eines vorausgegangenen Prozesses.

## Entscheidungsphasen

### Phase 1: Problemformulierung
Der Entscheidungsträger oder sein Umfeld erkennt die Notwendigkeit irgendeiner Entscheidung (Diagnose). Das Problem muss bewusst oder unbewusst formuliert werden in Form von Zielsetzung und Randbedingungen (Restriktionen), um planerisch das Problem zu beheben. In unstrukturierten Entscheidungsprozessen ist zu diesem Zeitpunkt noch nicht klar, dass eine Entscheidung erforderlich ist.

### Phase 2: Informationsbeschaffung
Die Informationsbeschaffung dient zum einen der Validierung der Problembeschreibung (Zielrevision) zum anderen zum Aufspannen eines Lösungsfelds mit Hilfe von Informationen. Wenige Autoren rechnen die Informationsbeschaffung (Erhebung/Analyse) zu Phase 1, weil bei ihr bereits ein Planungszyklus vorangegangen ist. Die für die Alternativensuche und das tiefere Verständnis des Problems und dessen Ursachen zusammengetragenen Informationen haben starken Einfluss auf die Entscheidungsqualität.

### Phase 3: Alternativensuche
Über die vorhandenen Informationen lässt sich ein Lösungsfeld möglicher Alternativen aufspannen. Trivial ist dies bei einer Ja/Nein-Entscheidung (Gehe ich ins Kino oder bleibe ich zu Hause?). Doch selbst hier kann es Kompromissvarianten geben (Ich gehe morgen ins Kino.). Für die Erweiterung des Lösungsraums eignen sich Kreativitätstechniken wie Brainstorming, Brainstorming paradox, Methode 6-3-5, morphologische Analyse, Perspektivenwechsel, Analogietechniken. Besonders effektiv erweist sich die entscheidungstheoretisch fundierte, zielgerichtete Entwicklung von Alternativen auf Basis von Value-focused Thinking. Dabei wird im ersten Schritt überlegt, wie einzelne Ziele erreicht werden können. Im zweiten Schritt wird überlegt, wie zwei Ziele erreicht werden können und im dritten Schritt, mit welchen Alternativen möglichst viele Ziele erreicht werden können. Diese Vorgehensweise erlaubt eine breite Suche, so dass keine möglicherweise attraktiven Alternativen übersehen werden, und eine schrittweise Erhöhung der Qualität der Alternativen. Durch Filterung und Reduzierung des Lösungsfelds entsprechend den Randbedingungen (englisch constraints) ergeben sich schließlich mögliche Handlungsoptionen(/-alternativen).

### Phase 4: Bewertung
Bei der Bewertung (Antizipation erwünschter und unerwünschter Folgen, Prognose der Konsequenzen hieraus) erfolgt ein Vergleich der gefundenen Alternativen auf Basis von Zielen.
Bei einem nur eindimensionalen Ziel und streng monoton steigenden Einzelbewertungen der Alternativen sowie vollständiger sicherer Information ist die zu empfehlende Alternative eindeutig. Schwieriger ist die Bewertung bei Fehlen dieser Bedingungen. Die Art und Weise wie dieser Vergleich erfolgt, nennt man Entscheidungsverfahren.

### Phase 5: Entscheidung (Entschluss)
Die eigentliche Entscheidung, nämlich die Auswahl einer Handlungsalternative obliegt dem Entscheidungsträger. Er muss mit der entsprechenden Entscheidungsmacht (Kompetenz) bzw. -autorität ausgestattet sein, damit die Entscheidung zur Umsetzung angenommen wird. Neben den rationalen Kriterien für die Entscheidung, die durch Alternativensuche und Bewertung aufgestellt wurden, spielen weitere (weiche) Faktoren eine Rolle. So wird der Entscheidungsträger bemüht sein, durch die Entscheidung seine Entscheidungsmacht nicht zu demontieren. Gleichzeitig kann für die Umsetzung eine hohe Akzeptanz der Entscheidung ratsam sein. In diesem Fall bietet es sich an, möglichst viele von der Entscheidung Betroffener in die Entscheidungsfindung mit einzubeziehen.

### Phase 6: Handlung
Bei der Handlung wird die geplante und ausgewählte Handlungsalternative ausgeführt, also in Realität umgesetzt. Gibt es keine mögliche Handlungsoption, kann die Entscheidung darin bestehen, die Zielsetzung bzw. Restriktionen zu ändern. Im Regelfall weichen Entscheidungsträger und Umsetzer voneinander ab. Dann bedarf es eines Auftrags zur Umsetzung.

### Phase 7: Kontrolle
Die Umsetzung erzielt aufgrund von Problemen der Information, Kommunikation, Motivation oder sich ändernden Umweltbedingungen nicht immer den antizipierten Erfolg. Die Kontrolle ist somit wieder Beginn eines neuen zeitdiskreten Regelungskreislaufs (vgl. Kybernetik).
| # | psychologischer Ansatz      | organisationaler Ansatz | kognitiver Ansatz       |
| - | --------------------------- | ----------------------- | ----------------------- |
| 1 | Präselektionale Phase       | Erhebung / Analyse      | Problemformulierung     |
| 2 | Präselektionale Phase       | Würdigung               | Informationsbeschaffung |
| 3 | Präselektionale Phase       | Lösungsentwurf          | Suche nach Alternativen |
| 4 | Präselektionale Phase       | Bewertung               | vergleichende Bewertung |
| 5 | Selektionale Phase          | Auswahl                 | Entscheidung            |
| 6 | Postselektionale Phase      | Auftrag                 | Handlung                |
| 7 | Prä-/Postselektionale Phase | Umsetzungskontrolle     | Kontrolle               |

## Der Mensch im Entscheidungsprozess
Entscheidungsprozesse werden selten so strukturiert wie oben dargestellt durchgeführt. Die meisten Entscheidungen laufen unbewusst (aus dem Bauch heraus) ab. Das funktioniert, weil unser Gehirn ähnliche Abläufe speichern kann und in ähnlichen Problemsituationen (mit gutem Gefühl) automatisiert entscheiden kann (Erfahrung).
Eine Entscheidung ist immer auch geprägt durch die subjektiven Grundlagen der Entscheidungsträger, durch deren Präferenzen, Gefühle, Vorlieben, Abneigungen, Wertvorstellungen, Erfahrungen und Risikobereitschaft. Auf Grund dieser Einflüsse unterliegt eine Entscheidung in der Regel nur einer beschränkten Rationalität.
Im Bereich der Folgenabschätzung der Bewertungsphase kommen noch andere soziologische Faktoren hinzu:
- Wie reagieren Betroffene auf die Entscheidung?
- Wie wird die Entscheidung von den Umsetzern akzeptiert?
- Wie reagieren Wettbewerber (Spieltheorie)?

Auch ethische Grundsätze können sich auf das Entscheidungsverfahren auswirken.

## Betriebswirtschaftslehre
Ein rationaler Entscheidungsprozess erfordert zielorientierte, also auf die Unternehmensziele oder Staatsziele gerichtete Prozessschritte, wobei Informationen und Daten unter Kosten-Nutzen-Aspekten zu beschaffen und zu analysieren sind und der Prozessablauf wiederholbar strukturiert und für Dritte nachvollziehbar sein muss.